# Zwolle

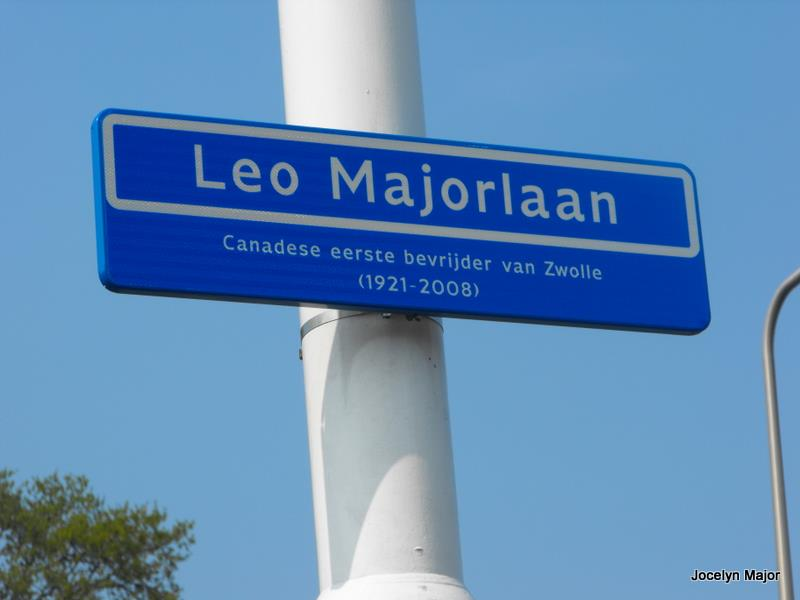
Oznakowanie alei im. Léo Majora w holenderskim mieście Zwolle. Tłumaczenie tekstu poniżej: Pierwszy kanadyjski wyzwoliciel Zwolle (1921–2008)

Zwolle – miasto w północno-wschodniej Holandii, nad rzeką IJssel, w pobliżu jej ujścia do zbiornika IJsselmeer, ośrodek administracyjny prowincji Overijssel. W grudniu 2022 miasto zamieszkiwało 132 433 mieszkańców.
W mieście znajduje się stacja kolejowa Zwolle.

## Historia
Na terenie Zwolle, znaleziono pozostałości osadnictwa z epoki neolitu i epoki brązu. Miasto powstało na niewielkim piaszczystym grzbiecie między IJssel a Vechte. Był to jedyny obszar, który pozostawał suchy podczas często występujących wylewów rzek. Wzmiankowane było już w dokumencie z 1040, a w 1230 otrzymało prawa miejskie. W 1346 przystąpiło do Hanzy.
Zwolle było w XIV i XV w., wraz z miastem Deventer, jednym z ośrodków Braci Wspólnego Życia, ruchu monastycznego. W pobliżu Zwolle, na niewielkim wzniesieniu zwanym Agnietenberg (wzgórze św. Agnieszki), stał kiedyś klasztor augustianów (klasztor), w którym Tomasz à Kempis żył przez prawie 64 lata i zmarł w 1471.
W 1945, podczas II wojny światowej, kanadyjski żołnierz Léo Major samodzielnie wyzwolił miasto spod niemieckiej okupacji. W 2005 władze miasta przyznały mu tytuł honorowego obywatela oraz nazwano ulicę jego imieniem.

## Zabytki
- gotycki kościół św. Michała z XIV wieku[2],
- bazylika Matki Bożej Wniebowziętej  (Basiliek van Onze-Lieve-Vrouw-ten-Hemelopneming) z XIV-XV w., której wieża Peperbustoren jest wizytówką miasta[4],
- brama miejska Sassenpoort z XV wieku[2],
- neogotycki kościół i klasztor dominikanów.

## Galeria

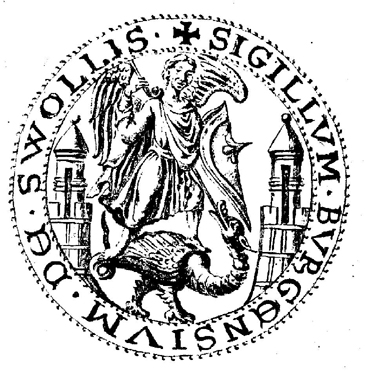
Pieczęć miasta Zwolle z 1295
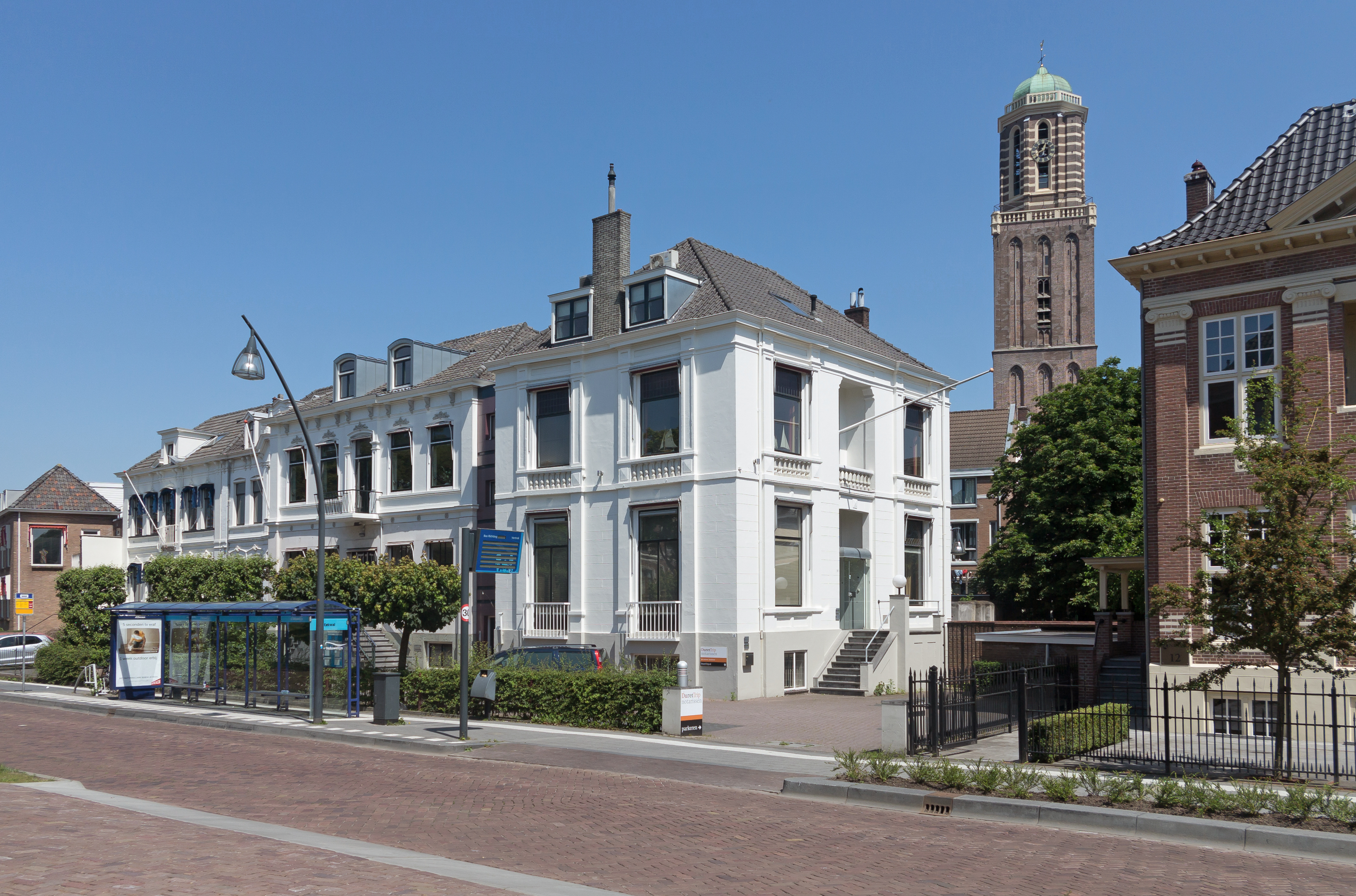
Wieża bazyliki Matki Boskiej z XIV-XV w. od strony Eekwal
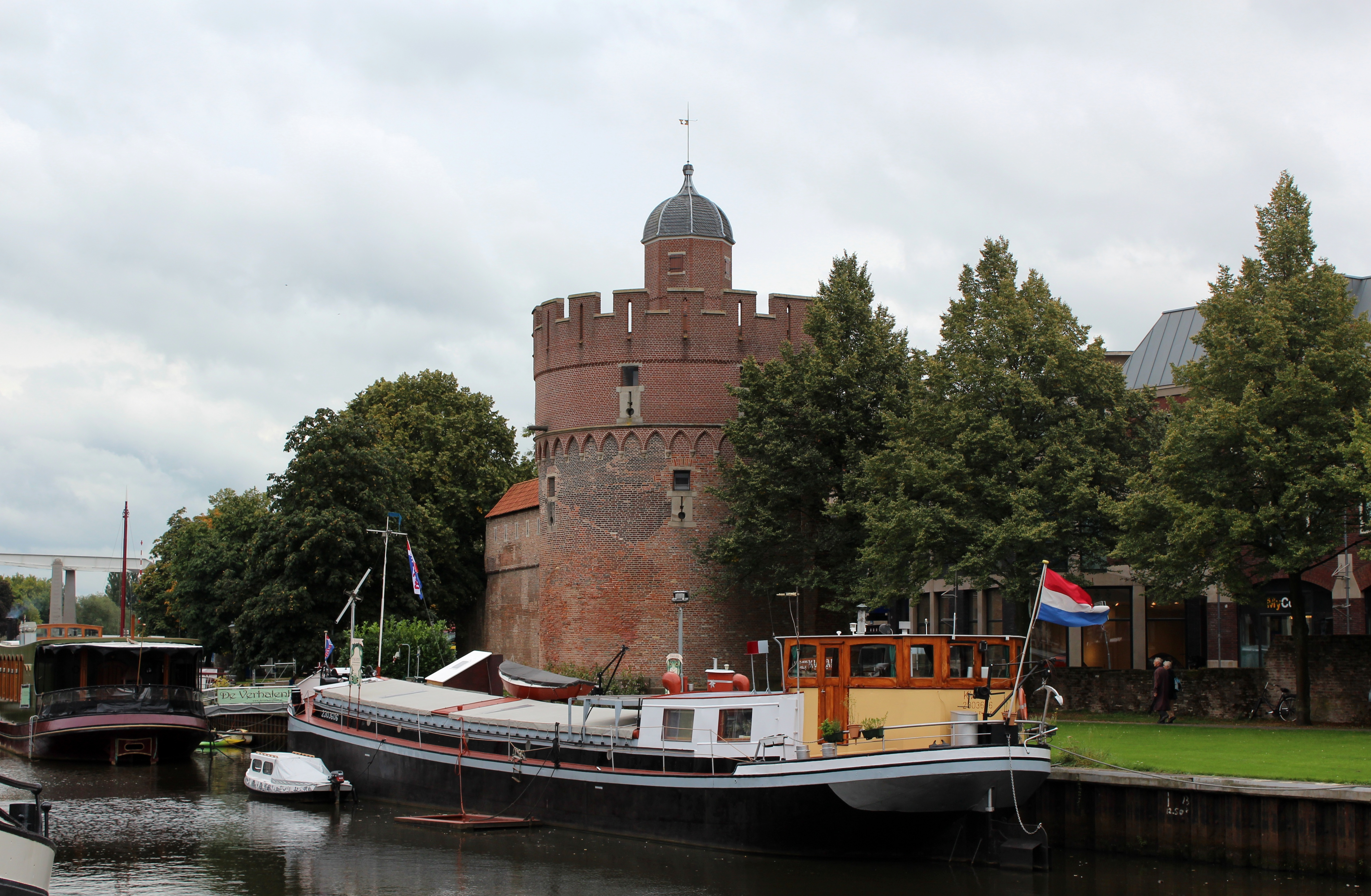
Thorbeckegracht i część murów miejskich
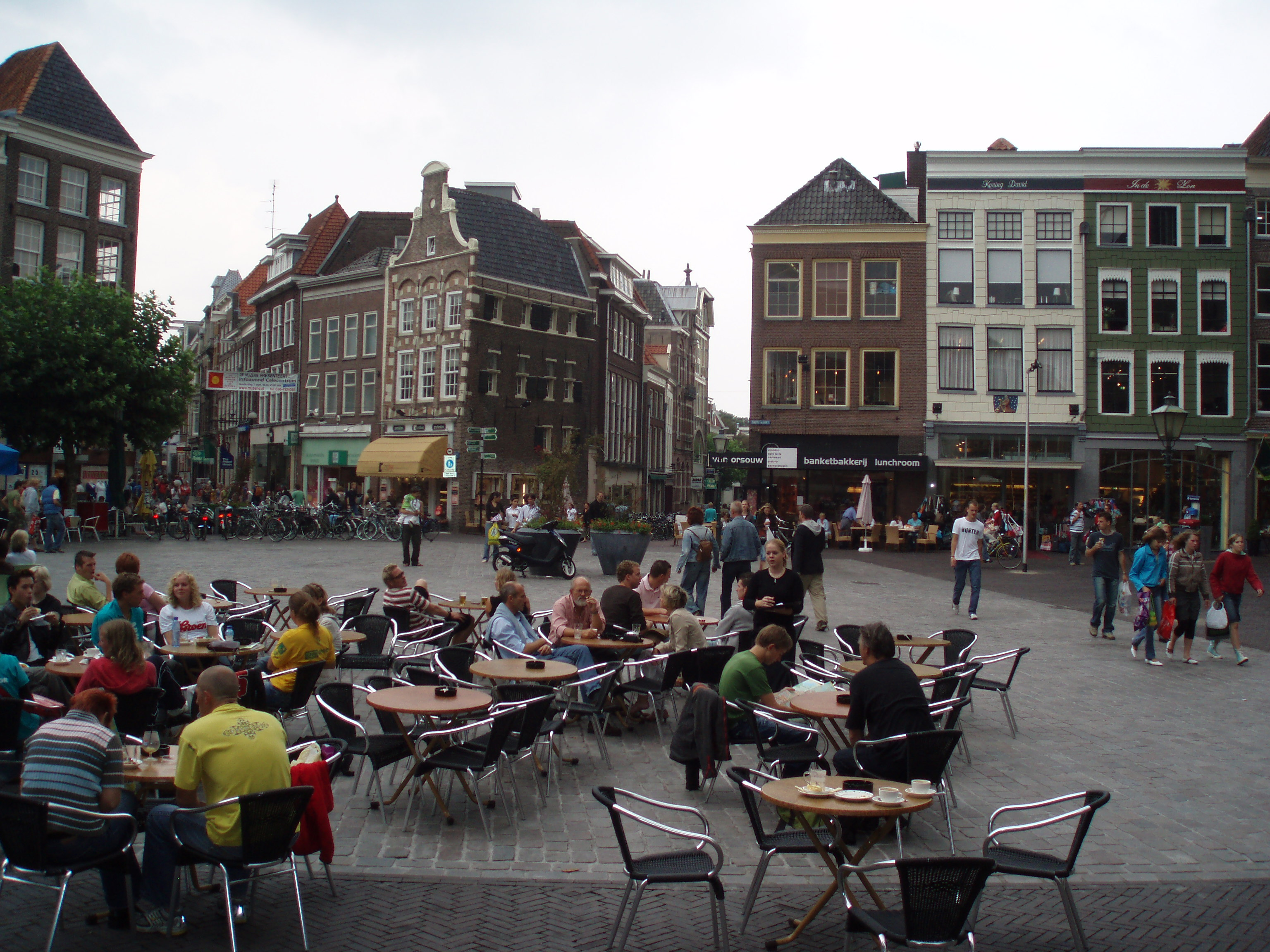
Rynek główny w Zwolle (Grote Markt - 2006)
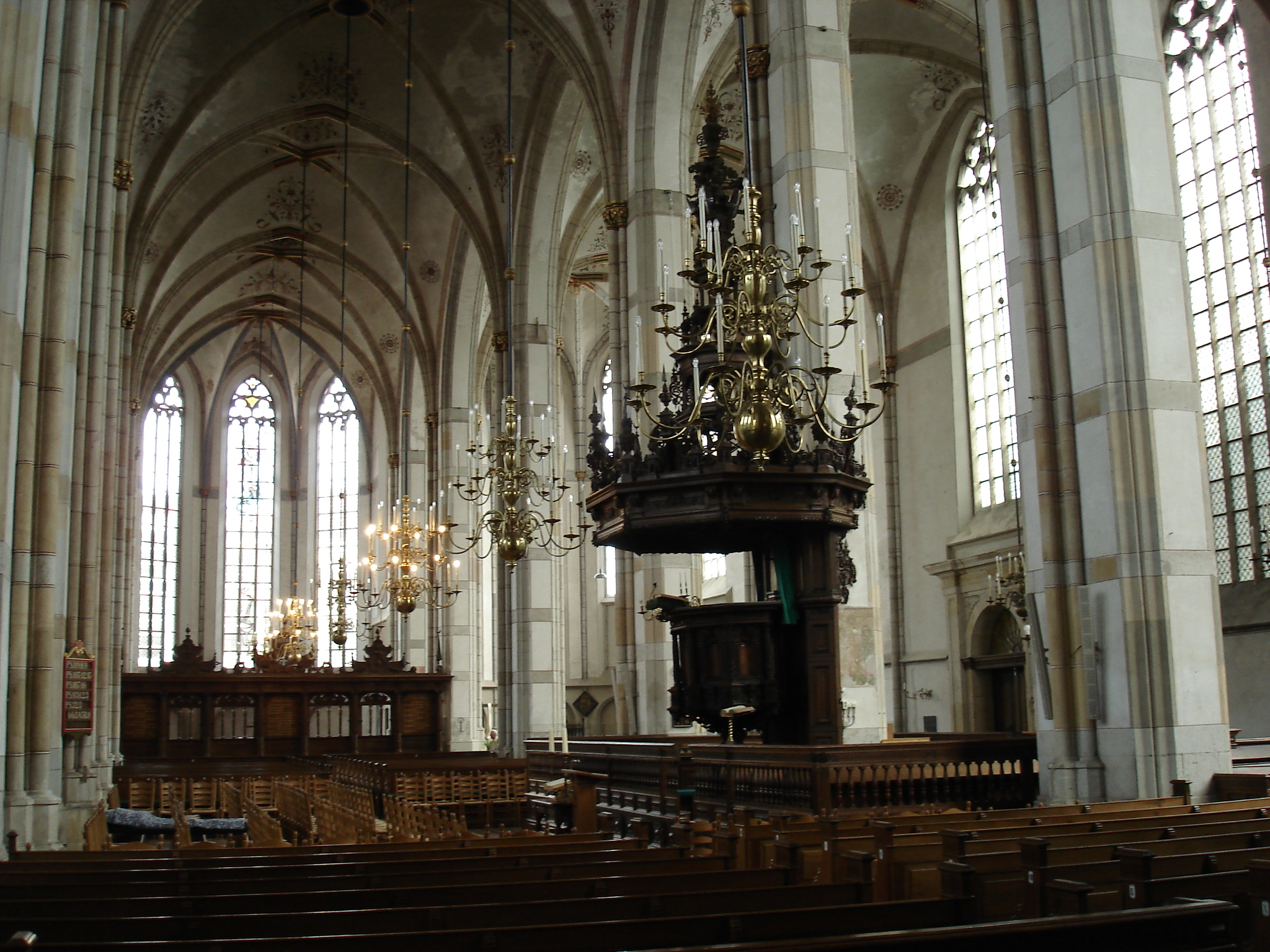
Kościół św. Michała (Sint-Michaëlskerk (Zwolle)) z XV w.
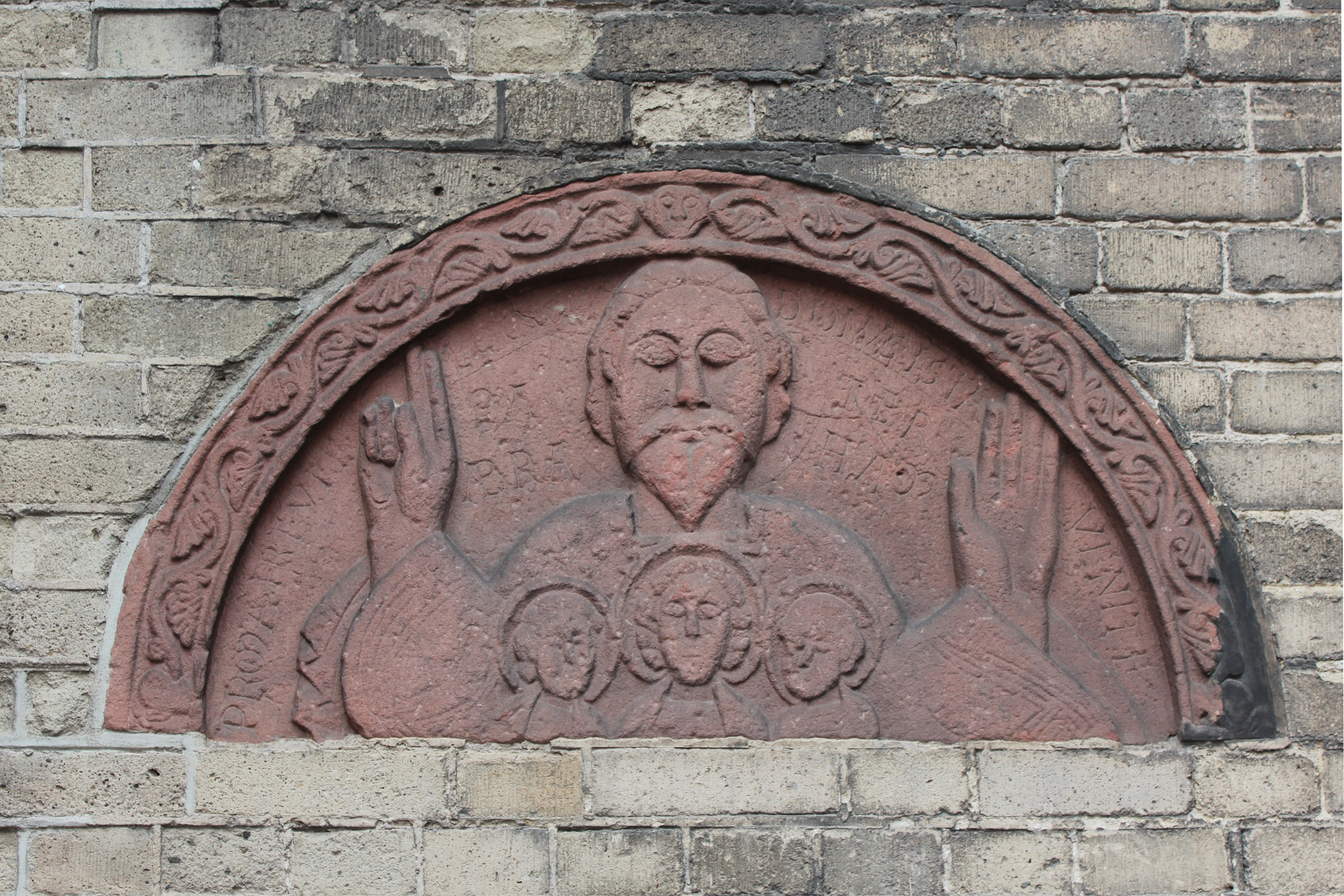
Relief z XIII w. - Kościół św. Michała (Sint-Michaëlskerk)
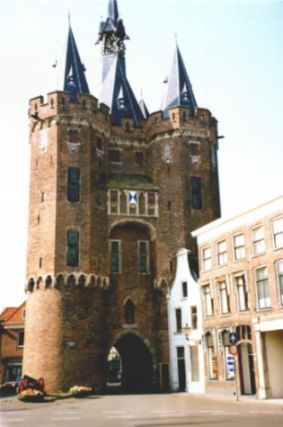
Sassenpoort - brama miasta z XIV w.
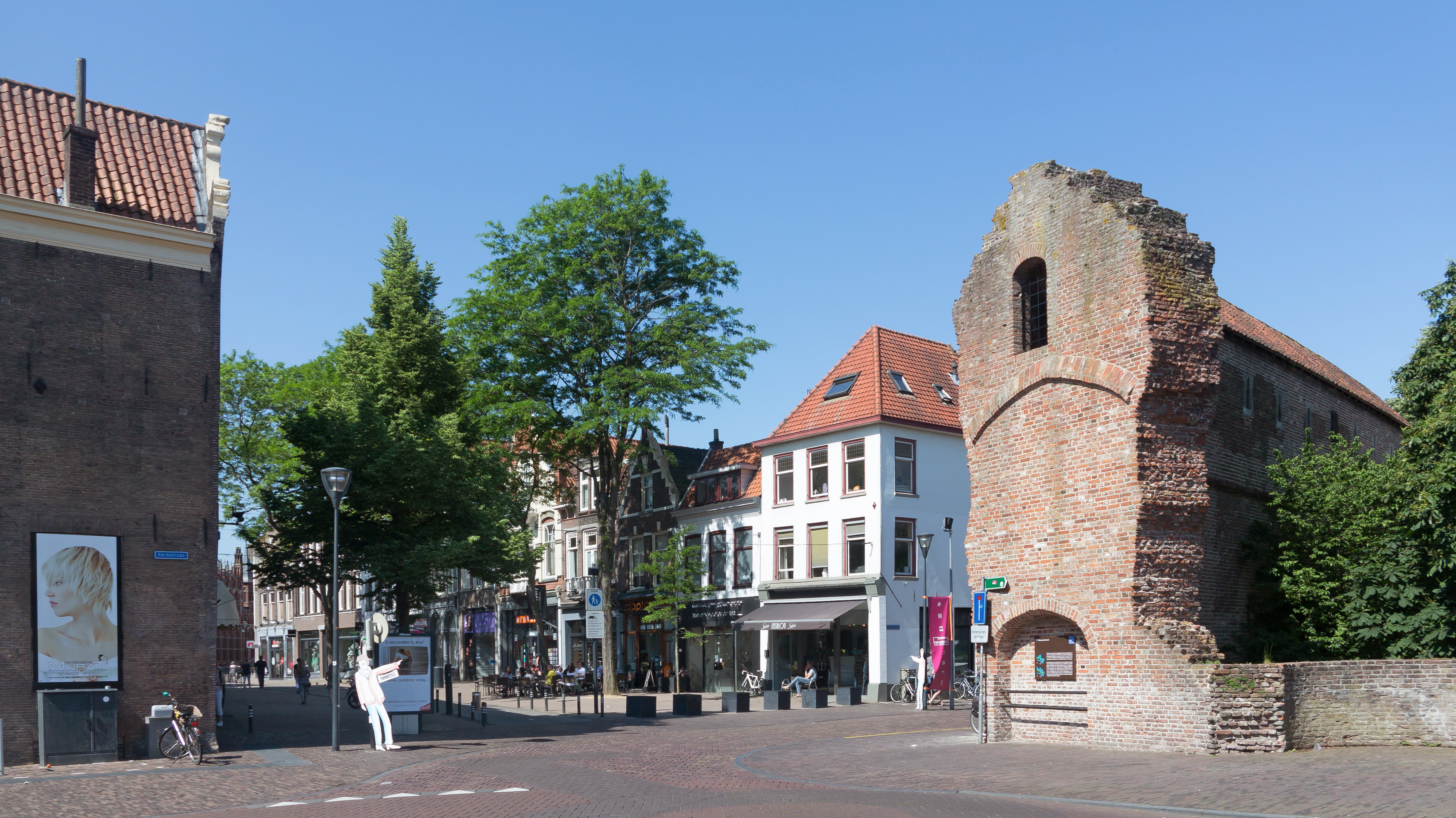
Pozostałości murów miejskich

W Zwolle urodziła się Deborah van Daelen, holenderska siatkarka, reprezentantka kraju.

## Miasta partnerskie
- Lünen, Niemcy
- Wołogda, Rosja